# アンナ (マリアの母)
アンナ（Anna）は聖母マリアの母親。正教会・カトリック教会・聖公会では聖人として崇敬される。アンナという名前は、ヘブライ語の名前 Hannah のギリシア語表記である。
新約外典「ヤコブによる原福音」による伝承では、アンナと夫のヨアキムには長く子供がなく、二人が老齢となってから初めて子供を授かることを天使から告げられた。これを受けてアンナは子供を神に捧げることを約束した。アンナとヨアキムは、エルサレム神殿のお陰でマリアを授かったと信じており、やがて、3歳に達したマリアをエルサレム神殿に奉献した。

## アンナを巡る伝承と神学
長きに亘って子供を望んでいたアンナ（ハンナ）という女性が子供を授かったという話は、サムエルとその母ハンナの話とよく似ている。この話は13世紀まではカトリック教会では正式に認められてはいなかったが、正教会では、既に6世紀からアンナの宮参りが固く信じられていた。
西ヨーロッパの図像学では、アンナは赤いローブ緑のマントを身に着け、しばしば書物を抱えた姿で描かれる。また、幼いイエスを抱くマリアを抱いたアンナの姿を描いたものもしばしば見られる。この様子は三位一体を表しており、しばしば一対で作られる。
後世の神学者は、ヨアキムがアンナの唯一の結婚相手であったか、またはアンナは3回結婚したかのどちらかであると信じている。ダマスカスのヨアンネスの説教を受けた古代の人々は、アンナはただ一度だけ結婚したと信じていた。中世後期の頃の西ヨーロッパでは、アンナは、1度目はヨアキム、2度目はクロパ、そして3度目はソロモンという男性と3度結婚し、それぞれとの間にいずれもマリアという名前の（マリア、マリア、マリア）娘を1人ずつ儲けたという伝承が広まった（3人のマリア#聖アンナの娘の3人のマリア）。しかしこの説は、アンナの夫はヨアキム一人であるという立場を取るカトリック教会によって1677年に完全否定された。
4世紀頃と15世紀頃には、アンナは処女懐胎してマリアを産み落としたという信仰が起こった。この説を信じる16世紀の神秘主義者ヴァレンティン・ヴァイゲルは、アンナは聖霊の霊力で懐胎し、マリアを産んだと主張している。この説も1677年にカトリック教会により否定された。

## 崇敬
アンナの祭日は、カトリックの聖人暦では7月26日、正教会では7月25日（新暦）である。
西方教会ではアンナは、ケベック州とブルターニュの守護聖人、出産と鉱業の守護者とされている。
正教会の伝統では、アンナは「神の祖母」Forbearer of God と号される。アンナによるマリアの出産（生神女誕生祭）とヨアキムとアンナによるマリアの献堂（生神女進堂祭）はそれぞれ十二大祭として記憶される。またアンナは夫イオアキムと共に、「光栄なる神の祖父母」として、聖体礼儀などの奉神礼の終結部に正教会の全ての教会で常に記憶されている。
スペイン語やポルトガル語では「聖アンナ」はサンタアナ・転じてサンタナとなる。エルサルバドルのサンタアナ等が、この聖人に因んで名づけられている。

## その他
日本でもかつて販売されていたフォルクスワーゲン・サンタナ（日産自動車がノックダウン生産）も、本名称が元となったアメリカカリフォルニア州南部からメキシコバハ・カリフォルニア州にかけて吹く「サンタナ風」に由来する。